# Futsal i Finland
Finlands Bollförbund hade år 2008 över 2000 ansluta futsallag, vilket är mer än en fördubbling sedan 2001.. År 2006 fanns ungefär 20 000 licensierade spelare i landet.
Futsal-ligan är landets högsta division, under den kommer division 1. Båda står under bollförbundet. Under dessa spelas det i bolldistriktens regi ända ner till division 5. Futsal Cup är en cupturnering öppen för lag från alla serienivåer. Säsongen inleds med Futsal Super Cup som är en match mellan föregående säsongs finska mästare (Futsal-ligans vinnare) och vinnaren av Futsal Cup.

### Fotnoter
1. 1 2  ”Futsalin joukkuemäärät 2008-2009”. Finlands Bollförbund. http://www.futsal.fi/mp/db/file_library/x/IMG/18953/file/Futsalyhteenveto2009.pdf. Läst 18 september 2011.
2. ↑  ”Big Count 2006 - Statistical Summary Report by Association”. FIFA. Arkiverad från originalet den 25 april 2012. https://web.archive.org/web/20120425105018/http://www.fifa.com/mm/document/fifafacts/bcoffsurv/statsumrepassoc_10342.pdf. Läst 18 september 2011.